# Max Cullen
Max Cullen (Wellington, 29 aprile 1940) è un attore neozelandese.

## Carriera
Attivo dalla fine degli anni sessanta, ha preso parte a diversi film, tra cui Il grande Gatsby.

## Vita privata
Era fratello dell'attore Cul Cullen, morto nel 1982 a 48 anni. È stato sposato dal 1973 al 1987 con la modella Colleen Anne Fitzpatrick da cui ha avuto una figlia, Katharine (1975).

## Filmografia parziale
- L'isola di Summerfield (Summerfield), regia di Ken Hannam (1977)
- La mia brillante carriera (My Brilliant Career), regia di Gillian Armstrong (1979)
- Jack colpo di fulmine (Lightning Jack), regia di Simon Wincer (1994)
- The Nugget - Tre uomini e una pepita (The Nugget), regia di Bill Bennet (2002)
- I ragazzi di dicembre (December Boys), regia di Rod Hardy (2007)
- Australia, regia di Baz Luhrmann (2008)
- X-Men le origini - Wolverine (X-Men Origins: Wolverine), regia di Gavin Hood (2009)
- Il grande Gatsby (The Great Gatsby), regia di Baz Luhrmann (2013)
- Goldstone - Dove i mondi si scontrano (Goldstone), regia di Ivan Sen (2016)

## Doppiatori italiani
Nelle versioni in italiano delle opere in cui ha recitato, Max Cullen è stato doppiato da:
- Dante Biagioni in X-Men le origini - Wolverine
- Gil Baroni in BlackJack
- Rodolfo Bianchi ne I ragazzi di dicembre
- Bruno Alessandro ne Il grande Gatsby